# Escaliers de la mairie (Hradčany)
Les Escaliers de la mairie (en tchèque, Radnické schody) se trouvent dans le quartier historique de Hradčany à Prague. Les escaliers relient l'intersection des rues Kehrad, Nerudova et Úvoz à Malá Strana avec la rue Loretánská et la place Hradčany à Hradčany. La frontière entre Hradčany et Malá Strana se trouve en fait à leur extrémité inférieure, au bout de la rue Nerudova.

## Description

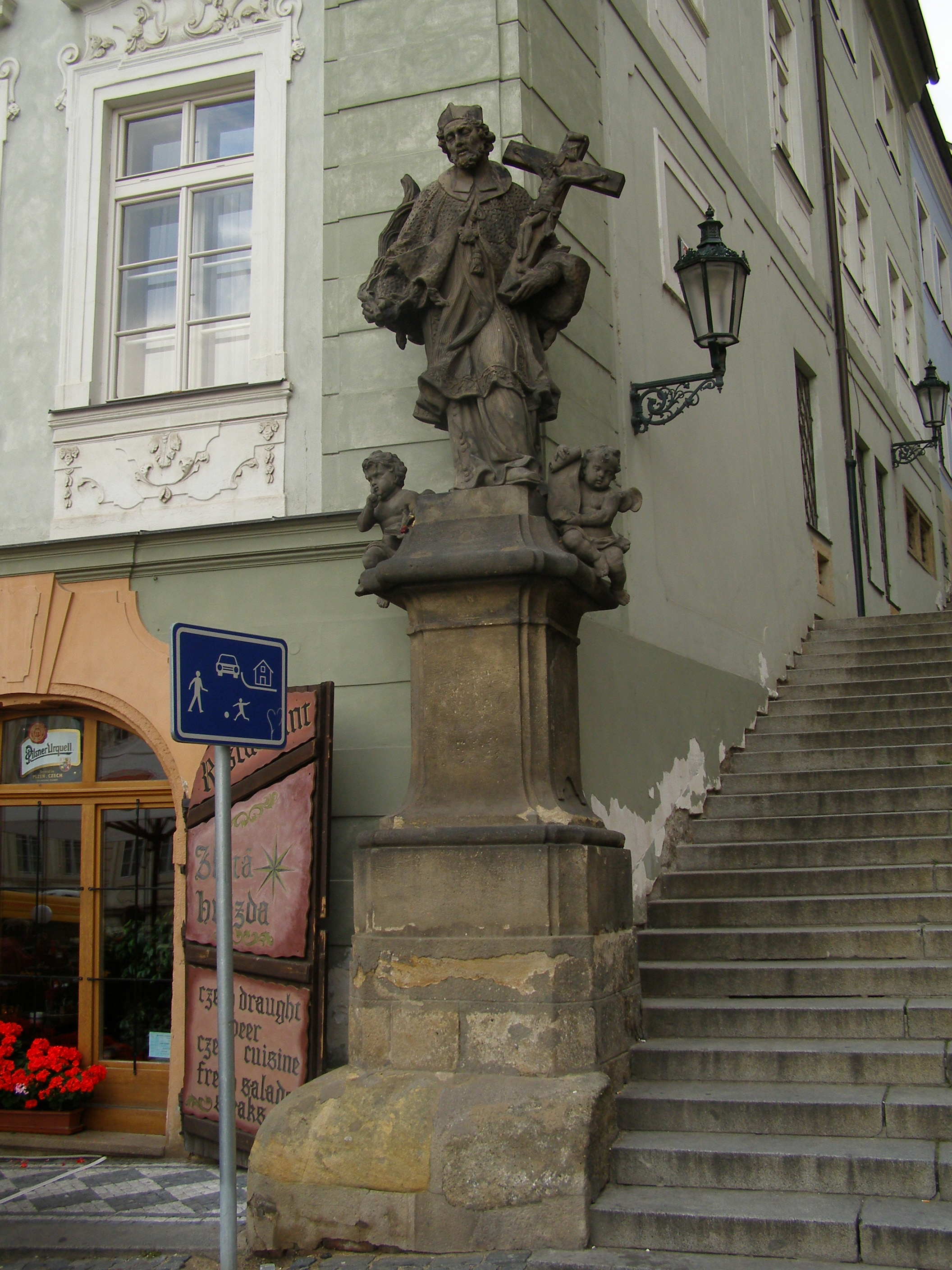
Statue de Jean de Népomucène au pied de l'escalier

Ils mesurent environ 100 mètres de long et comptent 127 marches surmontant un dénivelé d’environ 30 mètres. Ils ont reçu leur nom actuel en 1870 de Hradčanská radnice,
l'ancienne mairie de Hradčany, située dans leur partie supérieure. C'est un coin très pittoresque de Prague, car les escaliers sont partiellement construits sous les bâtiments historiques de Hradčany.
Au bas de l'escalier, il y a deux hautes statues baroques : Joseph avec l'enfant Jésus et la statue de Saint Jean Népomucène, attribuée à Michal Brokof. Népomucène, représenté de manière non traditionnelle, a deux chérubins aux pieds, l'un avec un doigt sur sa bouche en signe de silence et l'autre avec un cartouche représentant le pont Charles, d'où il a été jeté dans la rivière Vltava. Les deux sculptures sont des monuments culturels 
La dernière réparation des escaliers a été réalisée entre 1970 et 1971 .

## Noms historiques
Comportant souvent le terme Reznick (boucher), les anciennes appellations proviennent d'une époque où un grand nombre de boucheries étaient situées ici. 

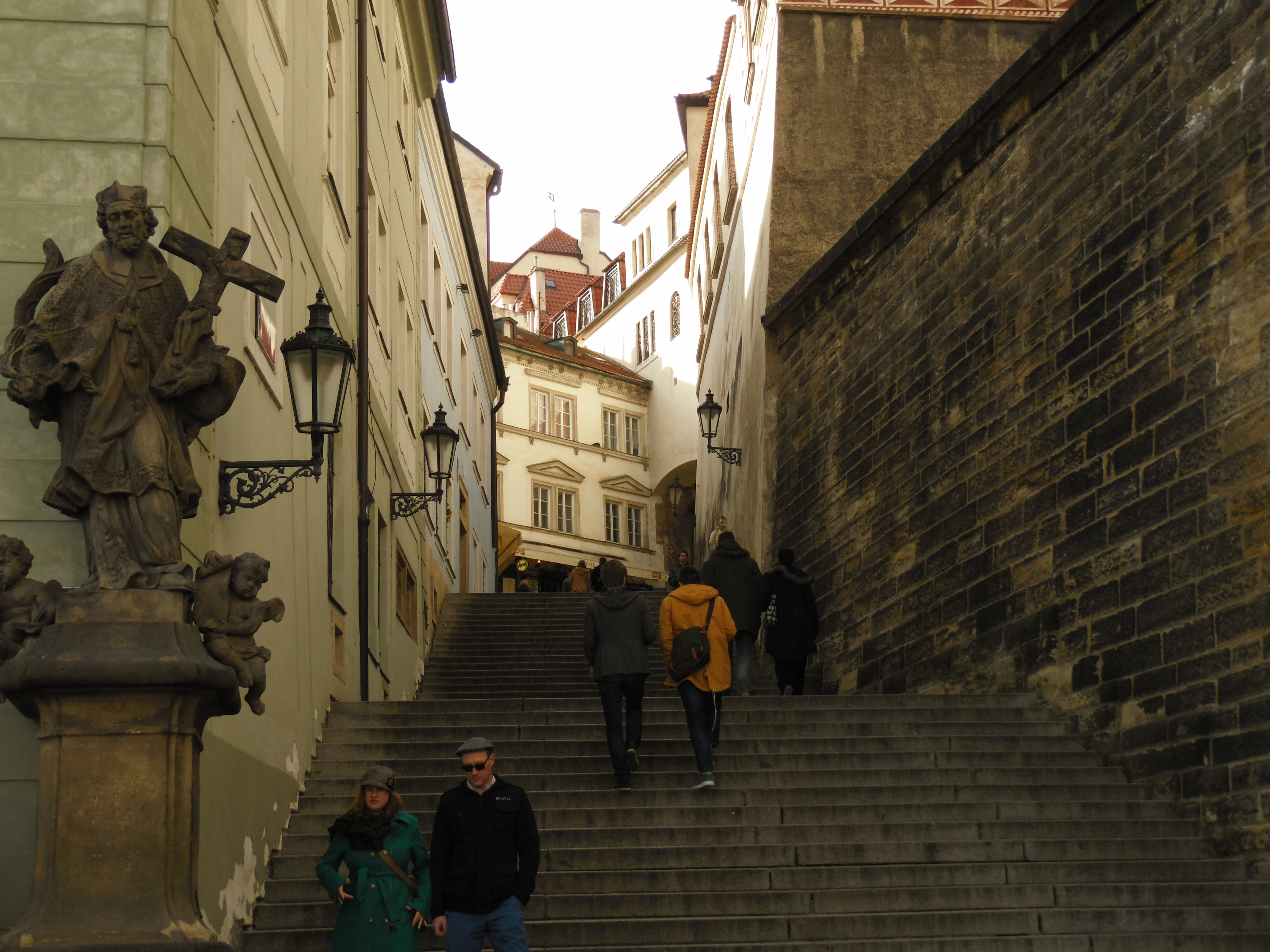
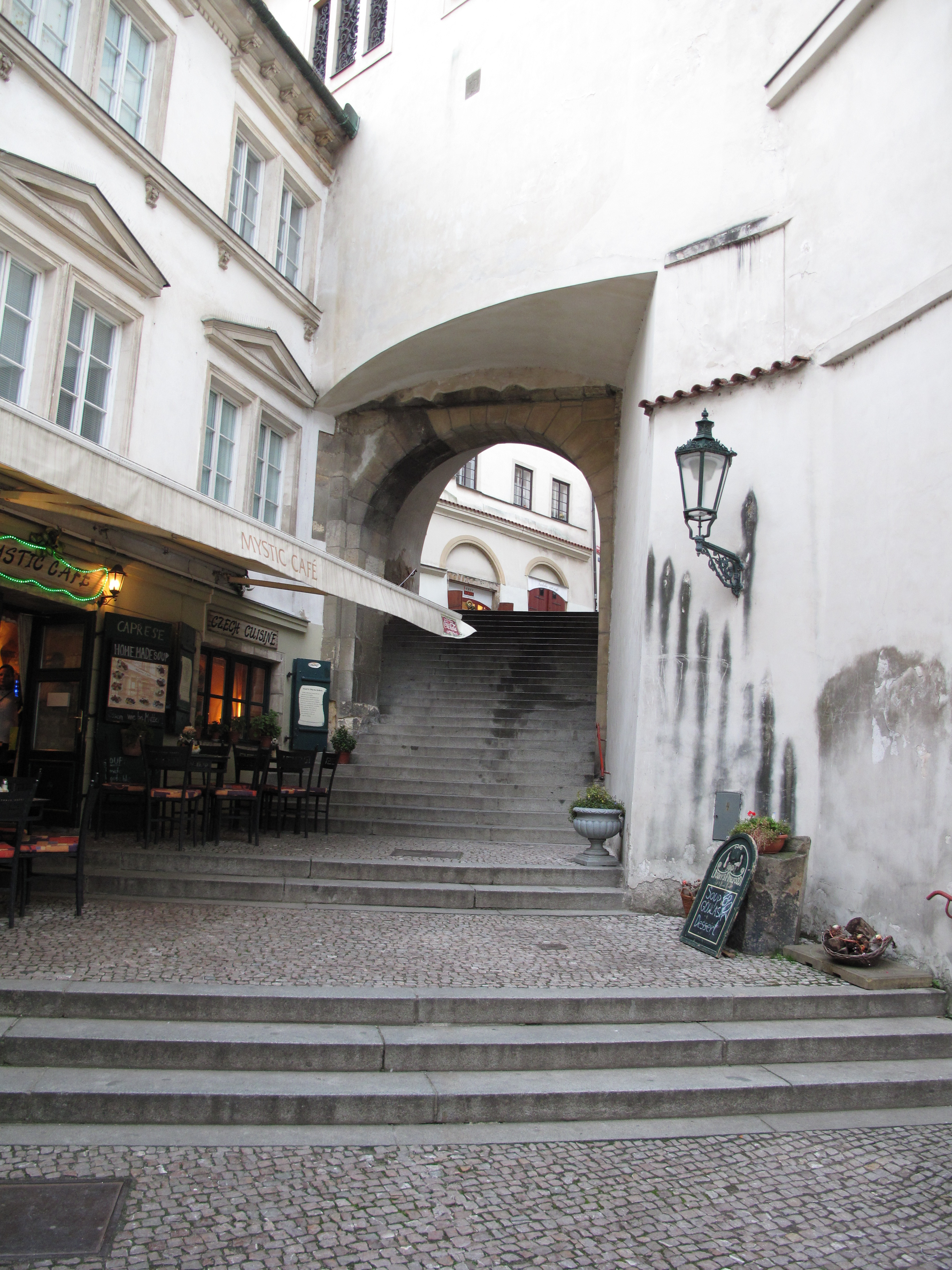
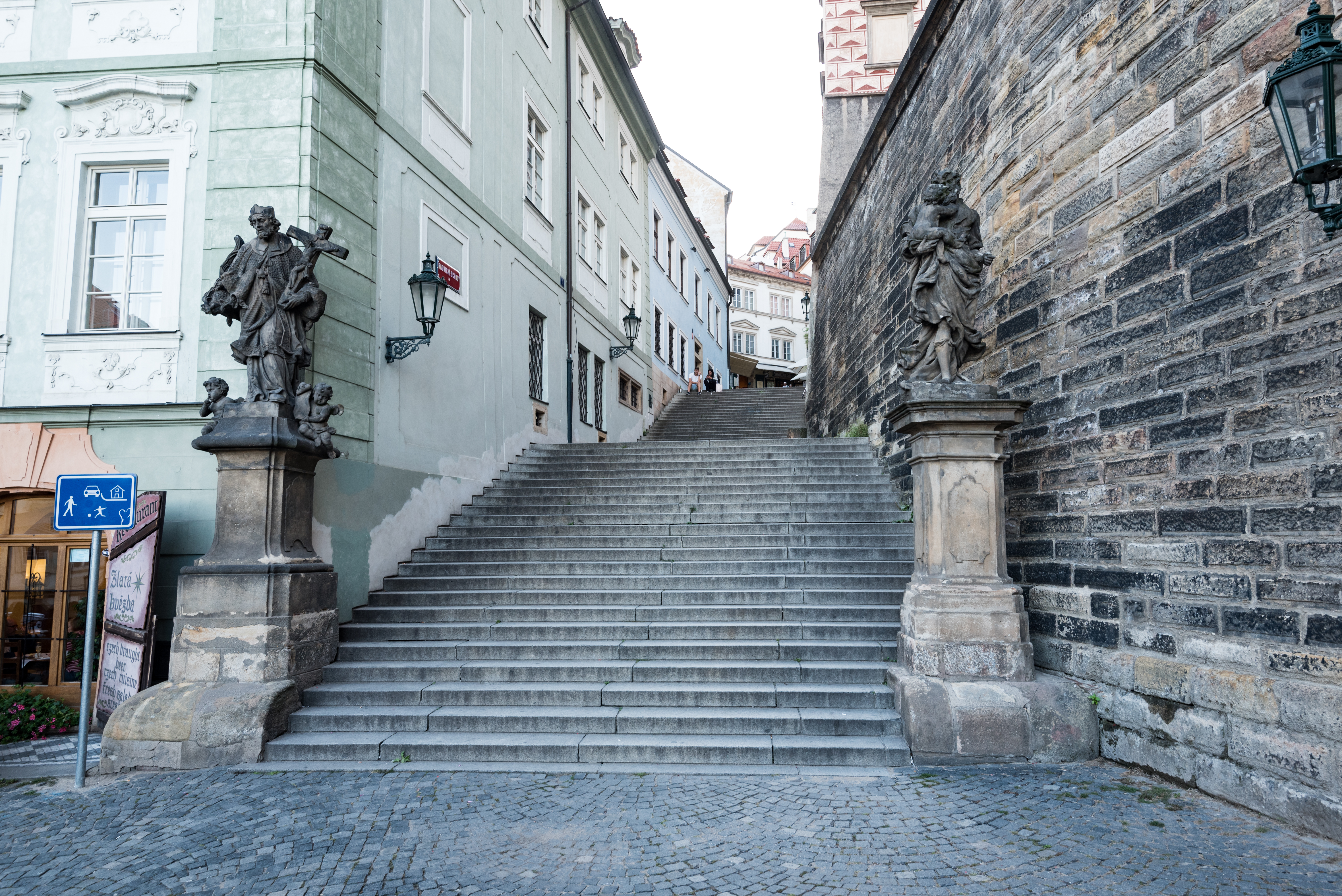
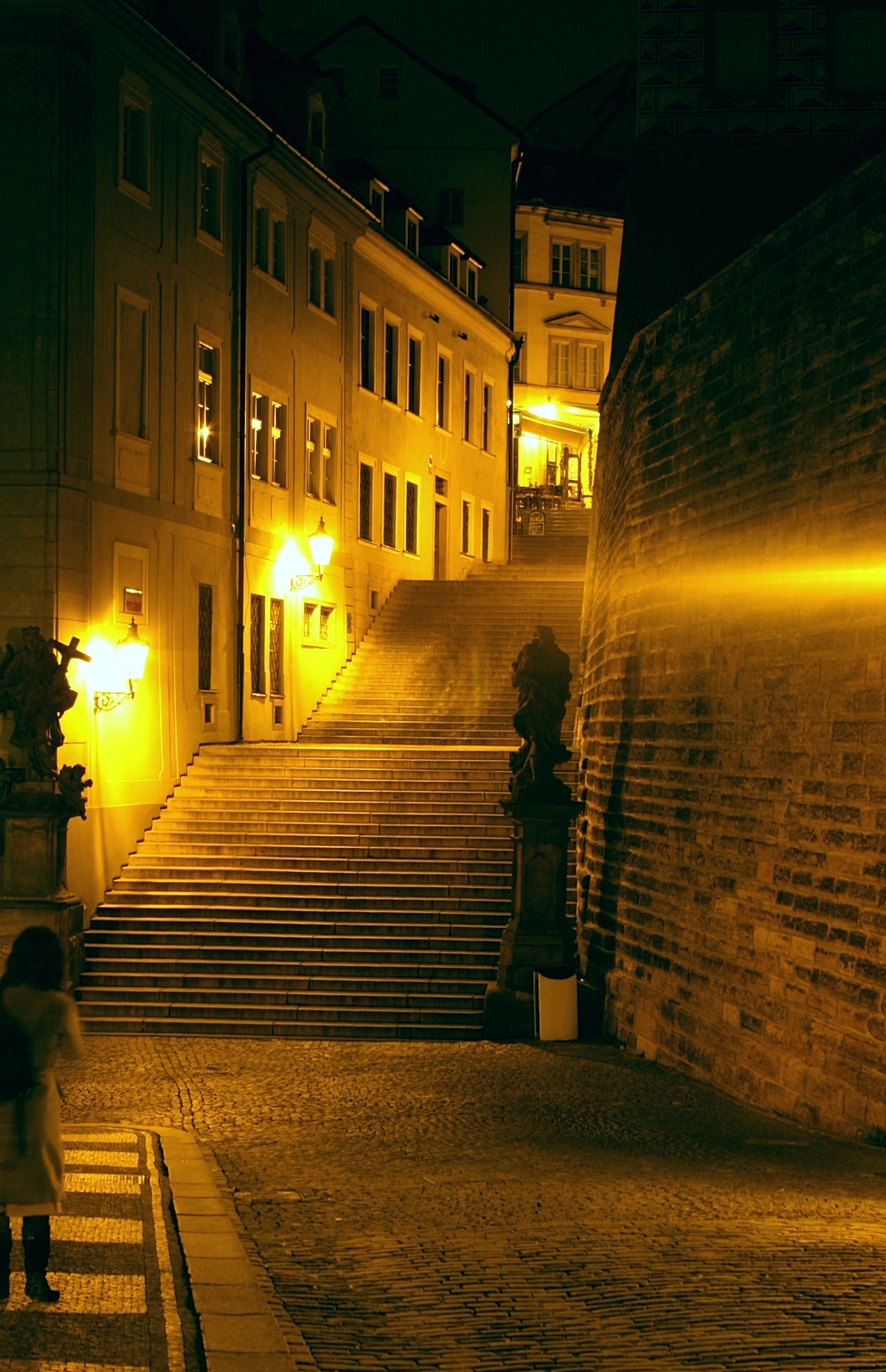
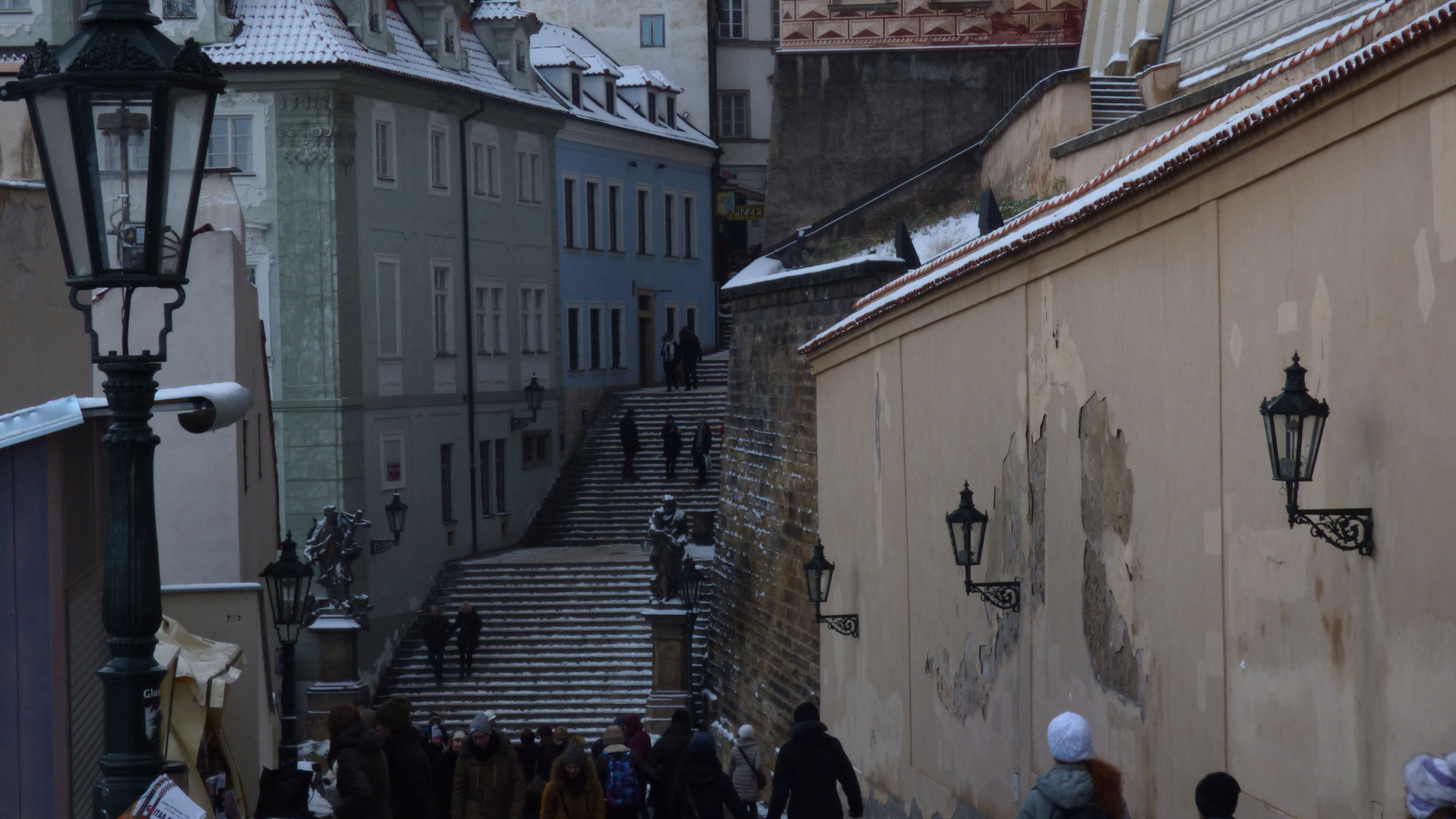